# Йозеф Сомр
Йозеф Сомр (чеськ. Josef Somr) (14 квітня 1934 — 16 жовтня 2022) — чеський актор. Він був відомий своєю головною роллю у фільмі 1966 року «Поїзди під пильним наглядом», що отримав «Оскар», а також у фільмі «Жарт».

## Раннє життя
Сомр народився у Врацові, Чехословаччина  14 квітня 1934 року . Він навчався в Академії музики та сценічного мистецтва імені Яначека, яку закінчив у 1956 році .

## Кар'єра
Сомр розпочав свою акторську кар'єру в різних регіональних театрах, перш ніж стати членом драматичного клубу в Празі. Там він отримав ролі в постановках режисерів Ладіслава Смоцека, Яна Качера та Їржі Менцеля . Він почав зніматися в кіно з середини 1960-х років, дебютувавши в кіно у фільмі «Обвинувачений» (1964) . У наступній ролі він зіграв розлюченого диспетчера залізниці Губічку у фільмі Менцеля «Потяги під пильним наглядом» . Кінокритик Джон Саймон описав гру Сомра як «настільки спонтанну, байдужу та повну… що вона впливає на весь наш сенсорний апарат — кінчики пальців, ніздрі та піднебіння не менше, ніж очі та вуха» . У квітні 1968 року фільм отримав премію «Оскар» за найкращий фільм іноземною мовою . Згодом Сомр зіграв вченого Людвіка Яна в головній ролі «Жарт» (за романом Мілана Кундери) (1969) Яроміла Їреша . У 1982 році він знявся у фільмі Poslední propadne peklu під керівництвом Людвіка Ражи .
За словами Міхала Бреганта, який очолював Чеський кіноархів, Сомр віддавав перевагу акторській діяльності в театрі , незважаючи на ролі в понад 170 фільмах . Це було тому, що він не любив відкривати своє обличчя в профіль, яке було легше зафіксувати на камеру . Він приєднався до драматичного колективу Національного театру в 1978 році на запрошення Мирослава Махачека . Він зіграв маршала в «Білій хворобі» Карела Чапека, а також міського радника Якуба Бусека в «Наших фуріях». У 1998 році Сомр зіграв містера Франтішека у фільмі «Роман про крижівку» і приніс йому нагороду «Талія» . Він також озвучував радіо, аудіокниги та читав вірші, а також знімався в екранізаціях чеських казок .

## Особисте життя
Сомр був одружений на Олені Сомровій до самої смерті. Його багаторічною партнеркою була актриса Зузана Шаврдова (померла 2011року ). Йозеф Сомр помер 16 жовтня 2022 року у віці 88 років  в санаторії у місті Нова Вес під Плешами  .

## Нагороди та відзнаки
У 2005 році Вацлав Гавел нагородив Сомра медаллю «За заслуги» . Через сім років він отримав нагороду «Чеський лев» за унікальний внесок у чеське кіно . Згодом він отримав нагороду за життєві досягнення на Thalia Awards 2014 року за свою театральну роботу .

## Вибрана фільмографія
- Потяги під пильним спостереженням (або Поїзди під пильним спостереженням ) (1966) [6][17]
- Долина бджіл (1967) [6][18]
- Жарт (1969) [6][18]
- Похоронні церемонії (1969) [6][18]
- Райський плід (1970) [19]
- Což takhle dát si špenát (1977) [20]
- Ті диваки чудового фільму (1978) [17][18]
- Poslední propadne peklu (1982) [13]
- Як світ втрачає поетів (1982) [21]
- Фешак Губерт (1984) [22]
- Jak básníci neztrácejí naději (2004) [23]
- У мене все добре (2008) [6][17]

## Зовнішні посилання
- 0814162 Йозеф Сомр на сайті IMDb (англ.)
- Йозеф Сомр на сайті Filmweb.pl (пол.)
- Біографія актора на сайті CFN